# Kawerna Magazyn
Kawerna Magazyn – kawerna w uroczysku Skałki Twardowskiego w Dzielnicy VIII Dębniki w Krakowie. Znajduje się w murze skalnym nieczynnego kamieniołomu Kapelanka, a dokładniej u podstawy północno-wschodniej sekcji ściany tego muru o nazwie Rdzawe Zacięcie. 

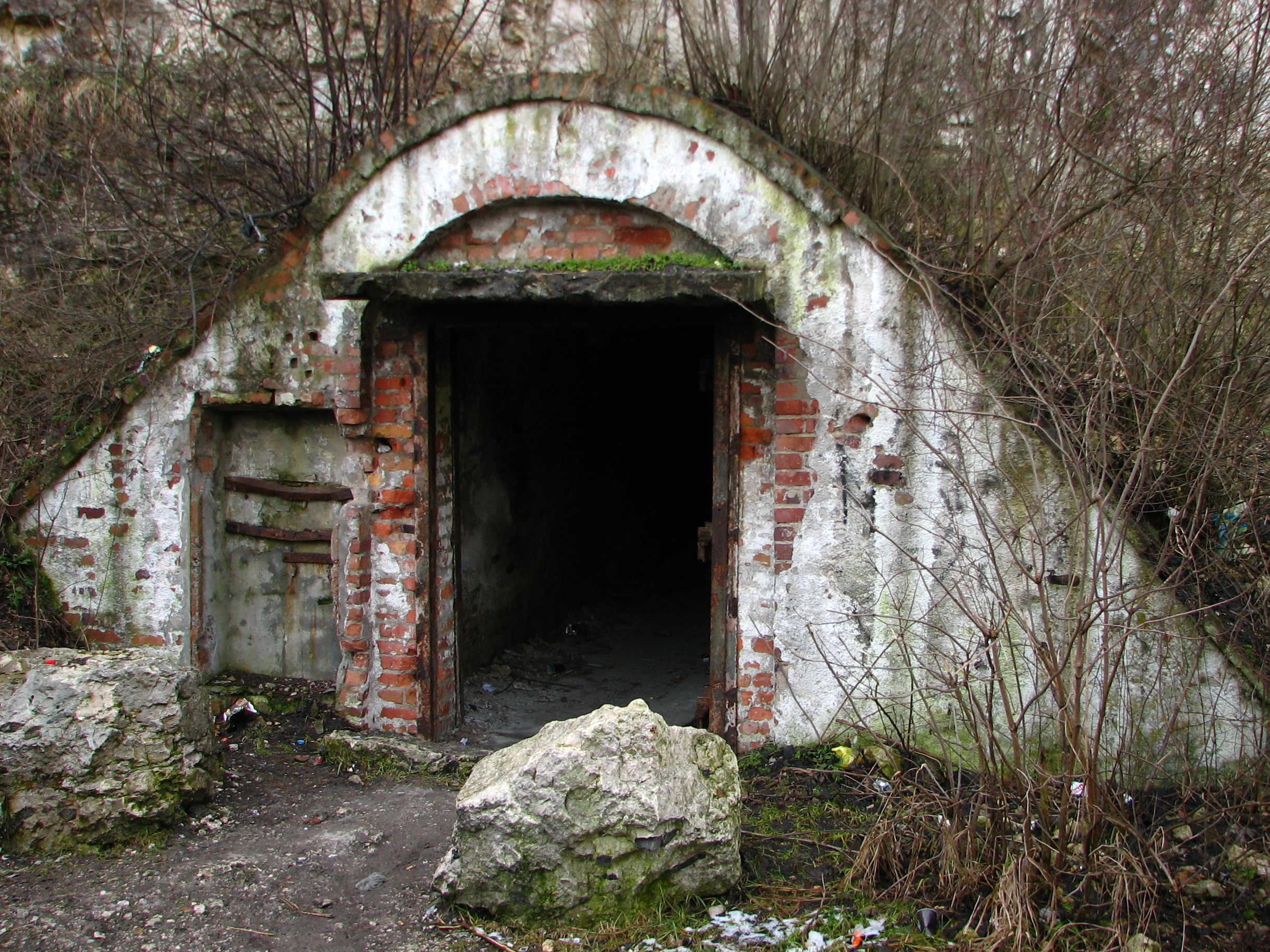
Wejście do kawerny Magazyn (2008)

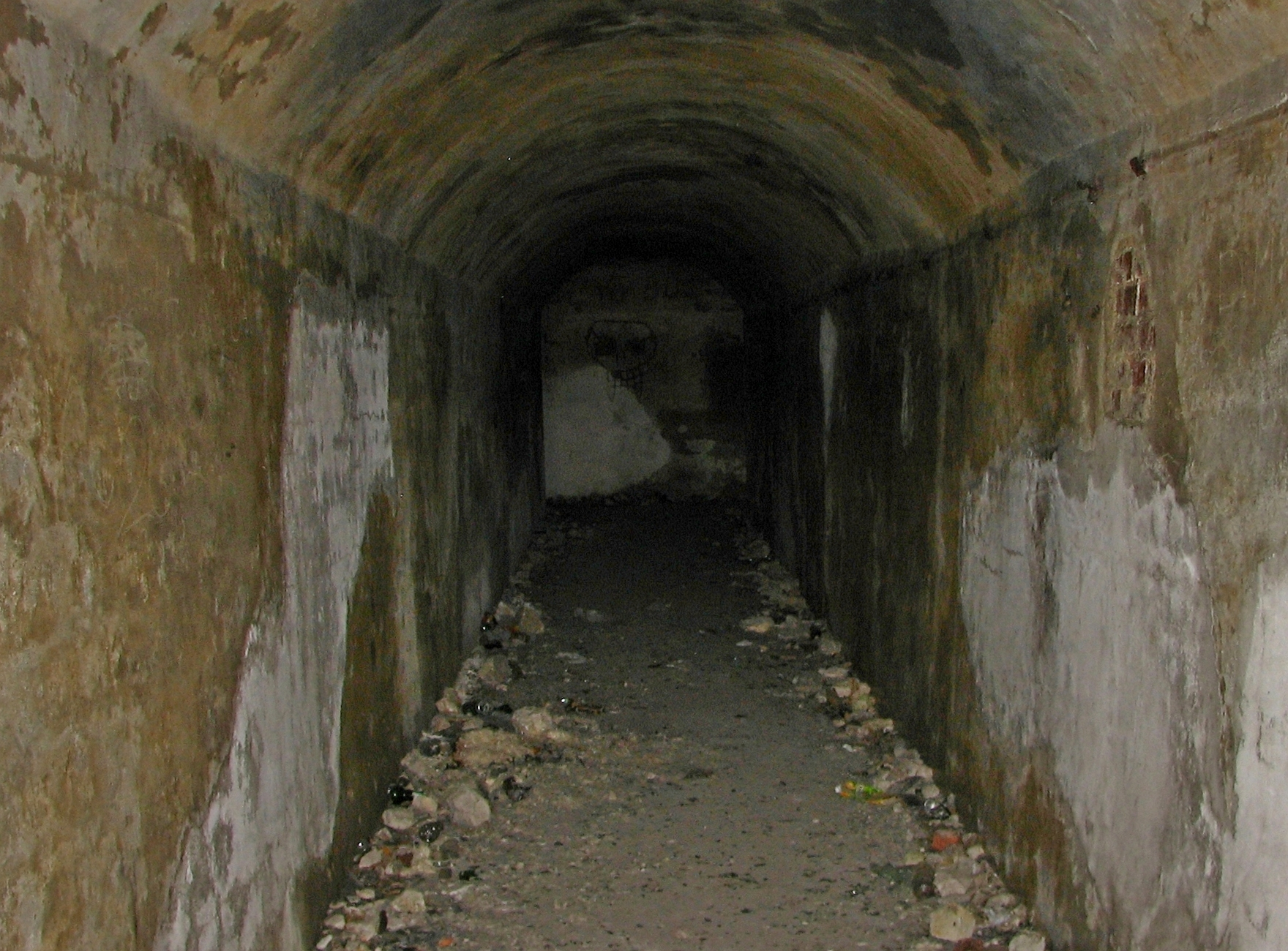
Pierwszy korytarz wejściowy kawerny Magazyn (2008)

## Opis obiektu
Otwór kawerny jest dobrze widoczny ze ścieżki prowadzącej obok skalnego muru. Ma murowane wejście o półokrągłym sklepieniu, w 2019 roku zamknięte metalową kratą i metalowymi drzwiami. Za wejściem na wprost ciągnie się korytarz pierwszy o długości 25 m i jednakowej na całej długości szerokości 1,96 m. Na jego końcu na obydwie strony biegną prostopadłe korytarze. Lewy jest bardzo krótki, prawy ma długość 14 m. W dwóch miejscach ma on zwężenia, w których dawniej były drzwi. Na końcu prostopadle do niego, a równolegle do pierwszego korytarza biegnie tunel o długości 35 m i takiej samej szerokości jak korytarz pierwszy – 1,96 m. Po obydwu stronach ma boczne wnęki; 4 po prawej stronie i 3 po lewej. Dwie z prawych wnęk to komory o długości 10,5 m i szerokości 3 m. Na końcu korytarza znajduje się ocembrowany komin o wysokości 26,5 m. Zarówno komory, jak i korytarze mają sklepienie łukowate, są wykonane bardzo starannie i wytynkowane. Ich spąg jest wybetonowany lub wyłożony cegłą.

## Historia
Kawernę wykuli Austriacy tuż przed wybuchem I wojny światowej. Służyła m.in. jako magazyn amunicji Twierdzy Kraków. W okresie międzywojennym wykorzystywało ją wojsko. Po II wojnie światowej magazynowano w niej materiały wybuchowe dla pobliskiego kamieniołomu Zakrzówek. 
Dokumentację i plan kawerny opracował Mariusz Szelerewicz w sierpniu 2008 roku.